# Phyllacanthus imperialis
Oursin baguette, Oursin impérial
Espèce
Synonymes
- Cidaris fustigera Agassiz[1]
- Cidarites imperialis Lamarck, 1816[2]
- Leiocidaris imperialis (Lamarck)

L'oursin impérial (Phyllacanthus imperialis) est une espèce d'oursin de la famille des cidaridae et du genre Phyllacanthus. On l'appelle aussi « oursin baguette » et improprement « oursin crayon ».

## Description
C'est un oursin régulier massif au test (coquille) sphérique généralement pourpre ou brun sombre, autour duquel rayonnent des gros piquants (« radioles ») clairsemés, cylindriques et très épais (il fait partie de la catégorie des « oursins-crayons », mais est plutôt appelé « oursin baguette » pour éviter la confusion avec Heterocentrotus mammillatus). Ceux-ci sont généralement lisses quoique finement striés longitudinalement vers la pointe, mais sont le plus souvent recouverts d'algues (épibiontes) qui les font paraître gris, alors que les plus jeunes (au sommet) sont souvent rougeâtres ; leur longueur dépassé rarement le diamètre du test. Les radioles secondaires, plus courtes, plates et spatulaires, sont généralement de la même couleur que le test, et font office d'écailles recouvrant le test et les mamelons des radioles primaires. Les ambulacres sont distinctement sinueux, ce qui permet de distinguer ce genre de la plupart des autres oursins cidaridés. Le diamètre maximal de son test est de 8 cm. Le diamètre test et piquants peut atteindre 15 cm.

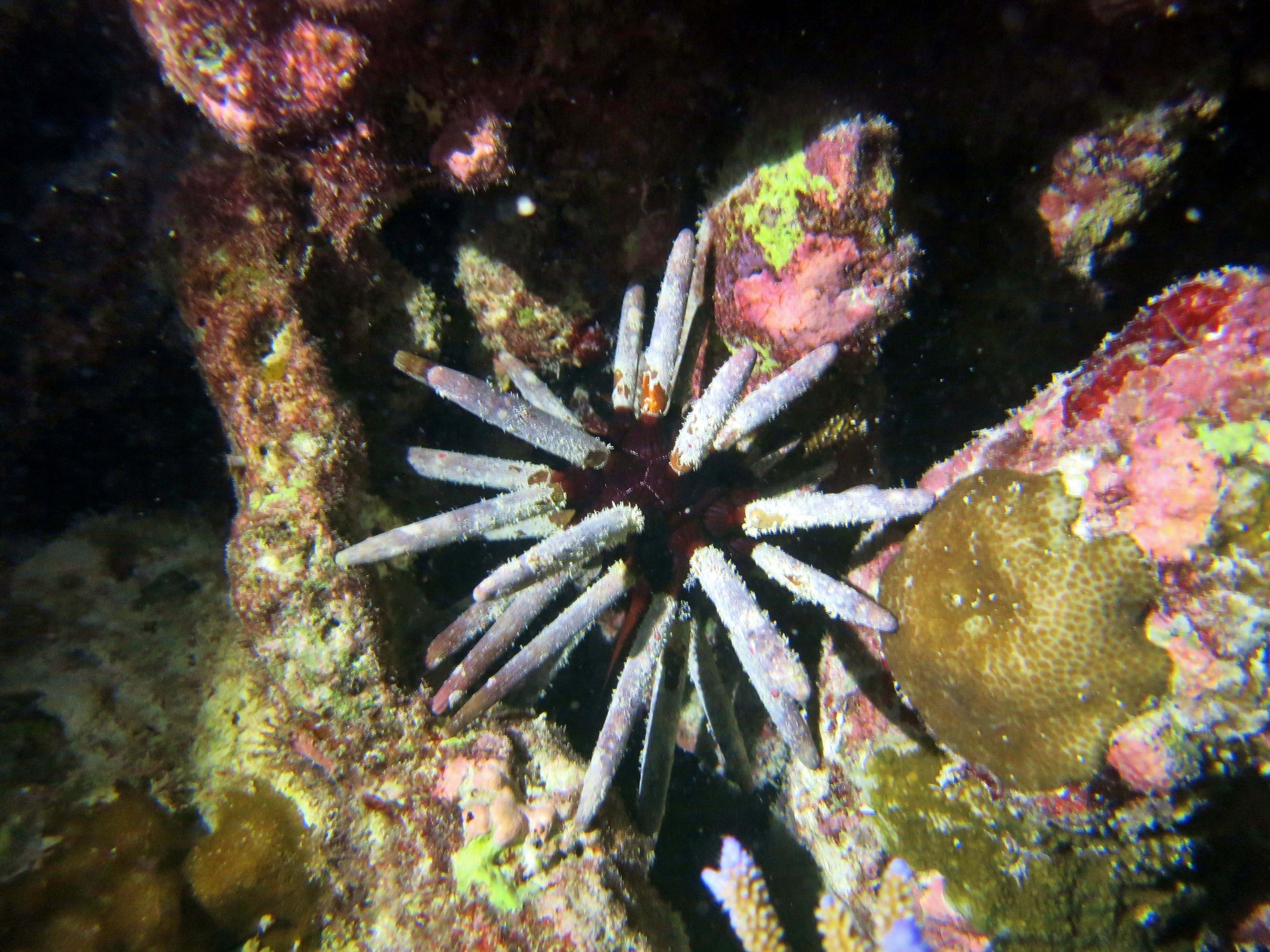
Spécimen des Maldives.
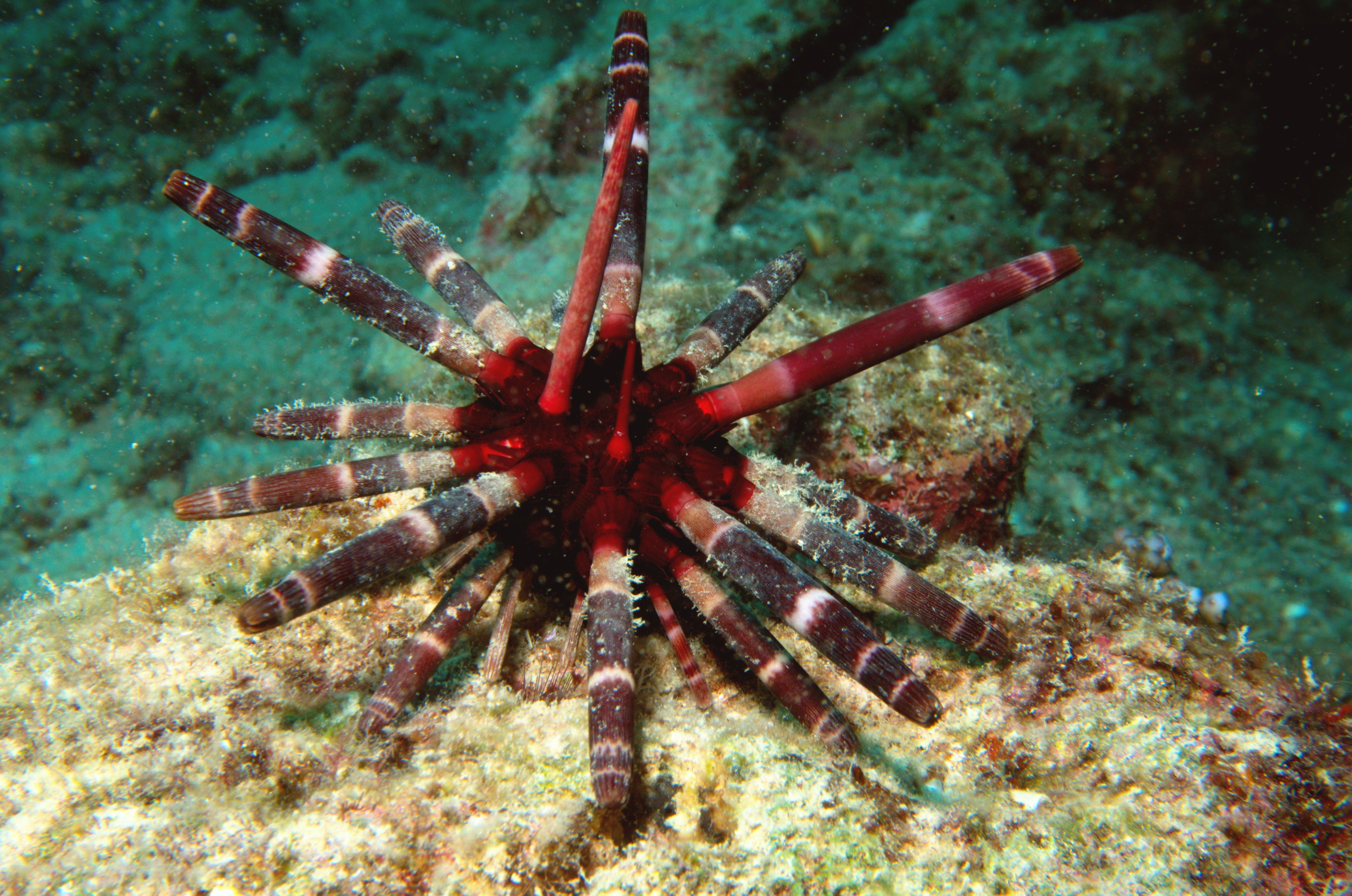
Phyllacanthus imperialis dans son environnement, radioles nettoyées.
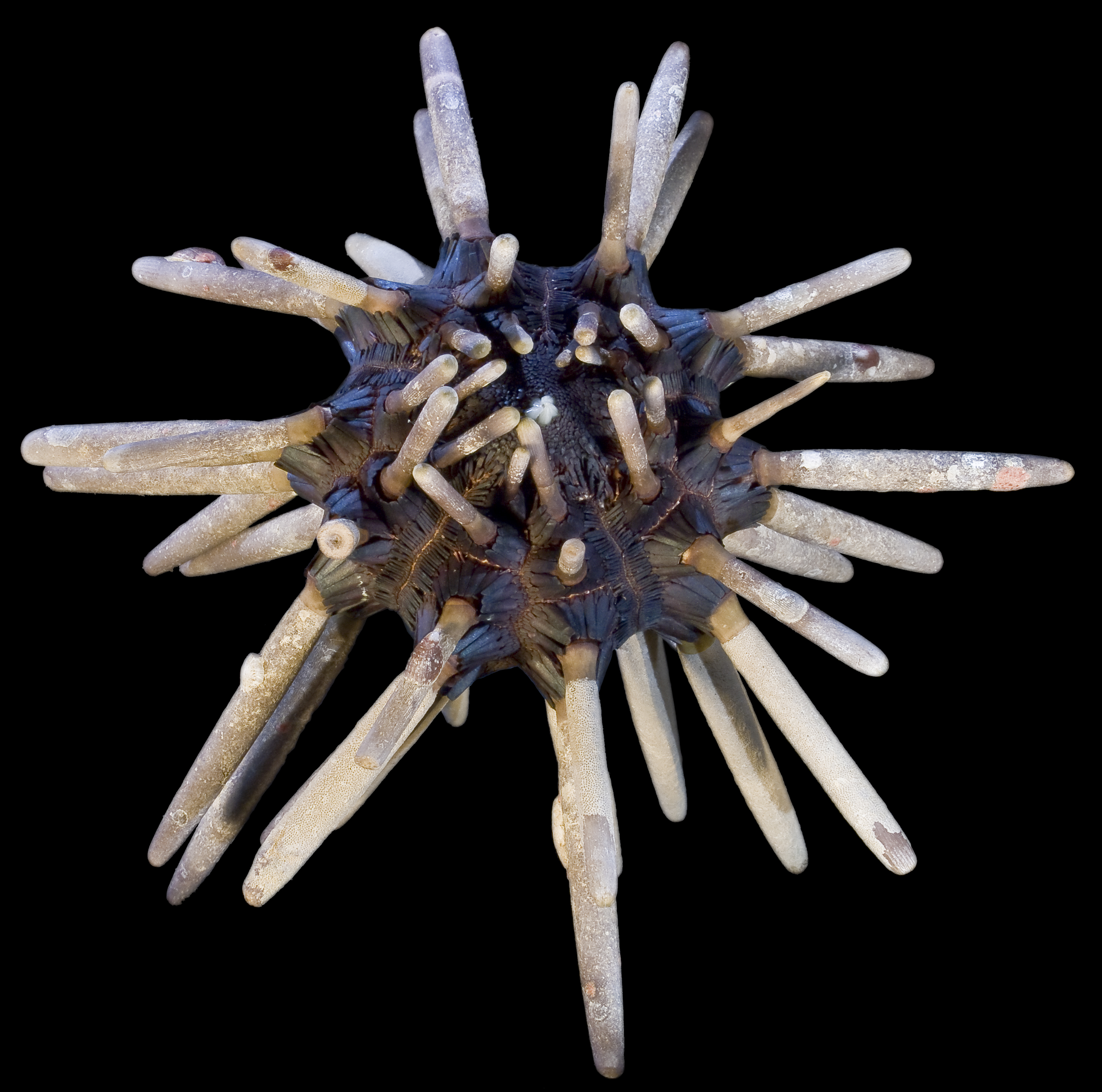
Face orale d'un spécimen naturalisé, montrant la bouche.
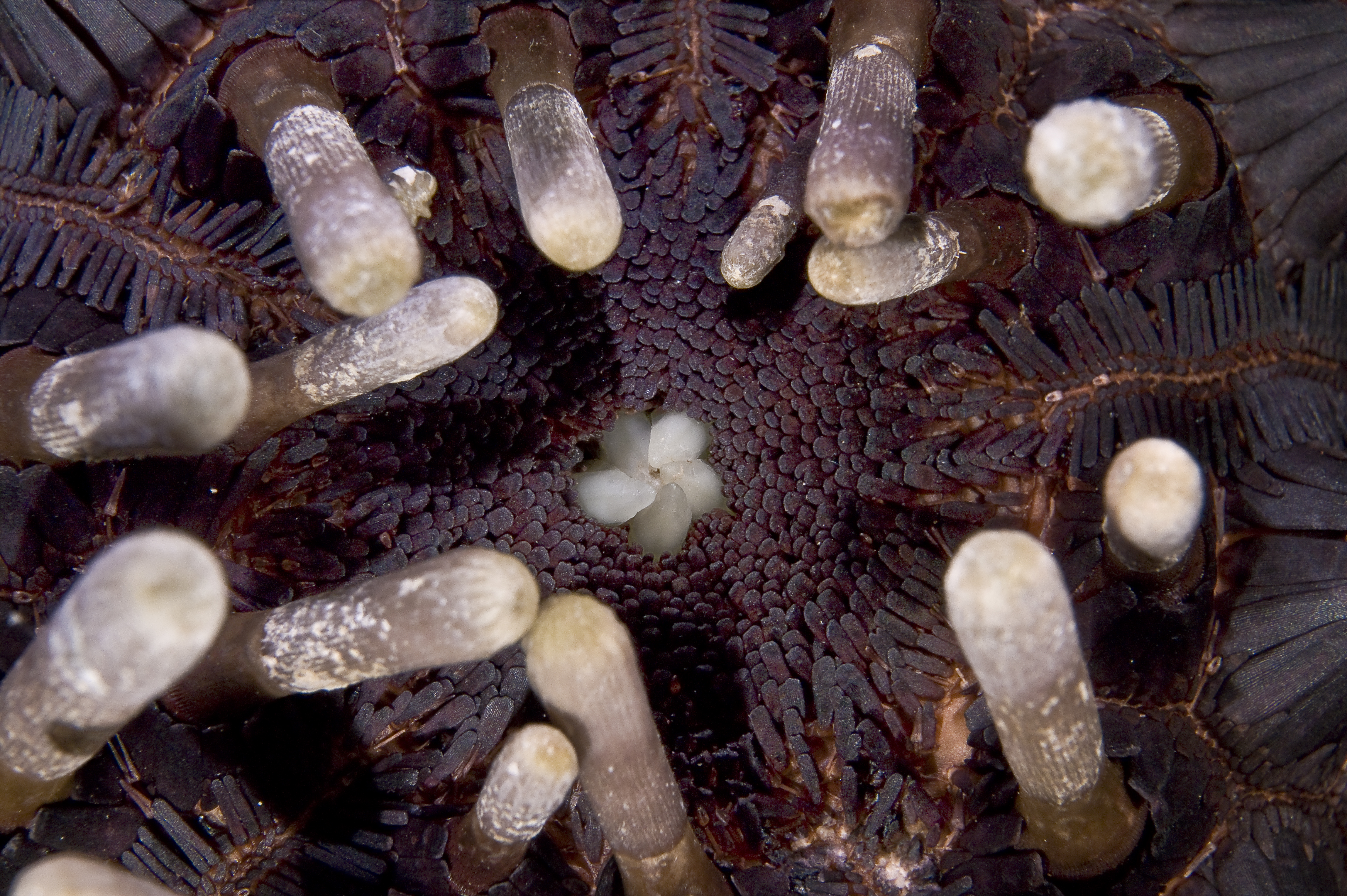
Gros plan sur la bouche.
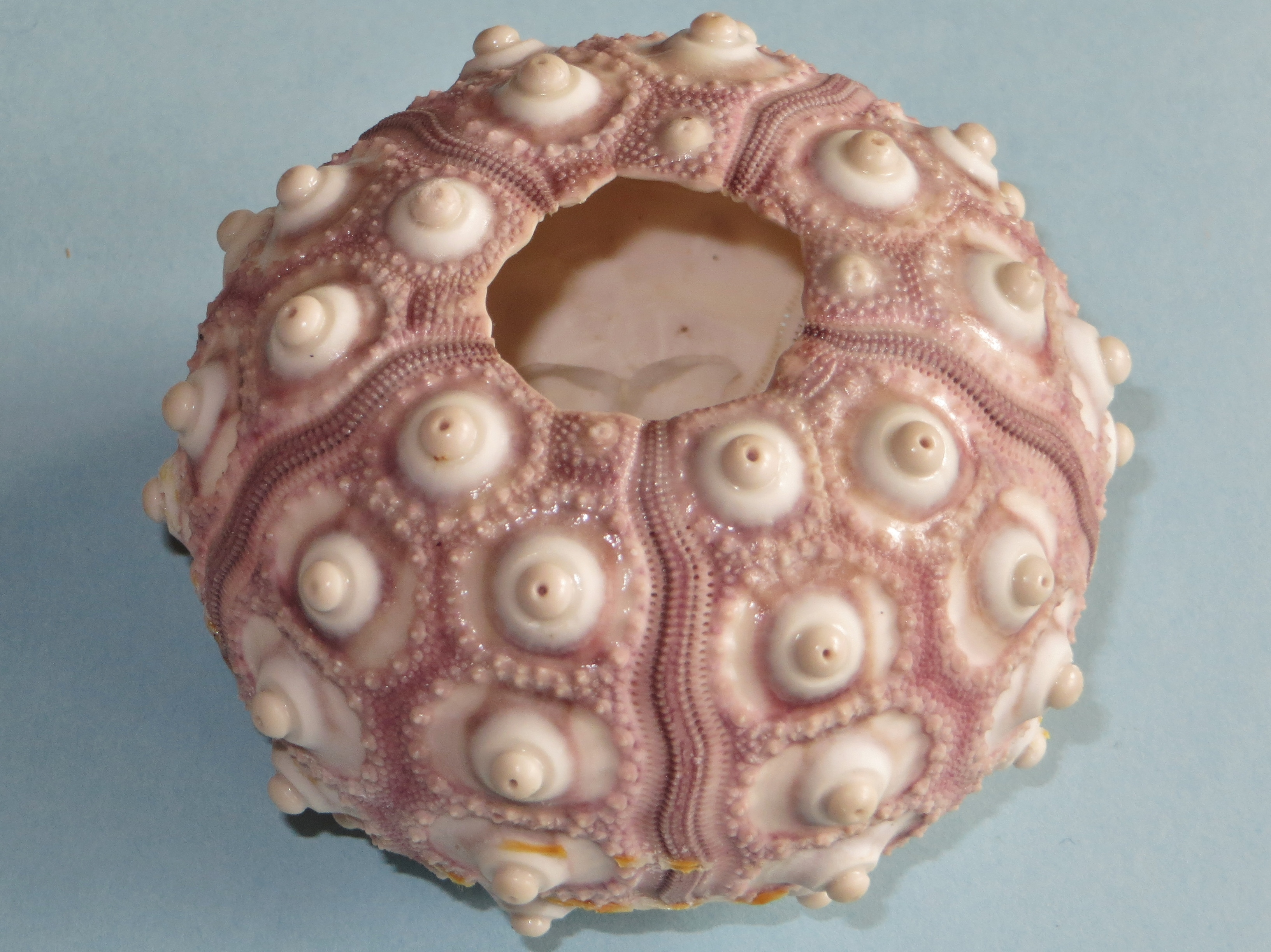
Le test nu.

## Habitat et répartition
Cet oursin habite des profondeurs comprises entre la surface et 70 m, mais est fréquent à moins de 15 m. On le trouve dans les écosystèmes coralliens de l'indo-pacifique et de la Mer Rouge jusqu'à la Nouvelle-Calédonie, où il vit caché pendant la journée.

## Écologie et comportement

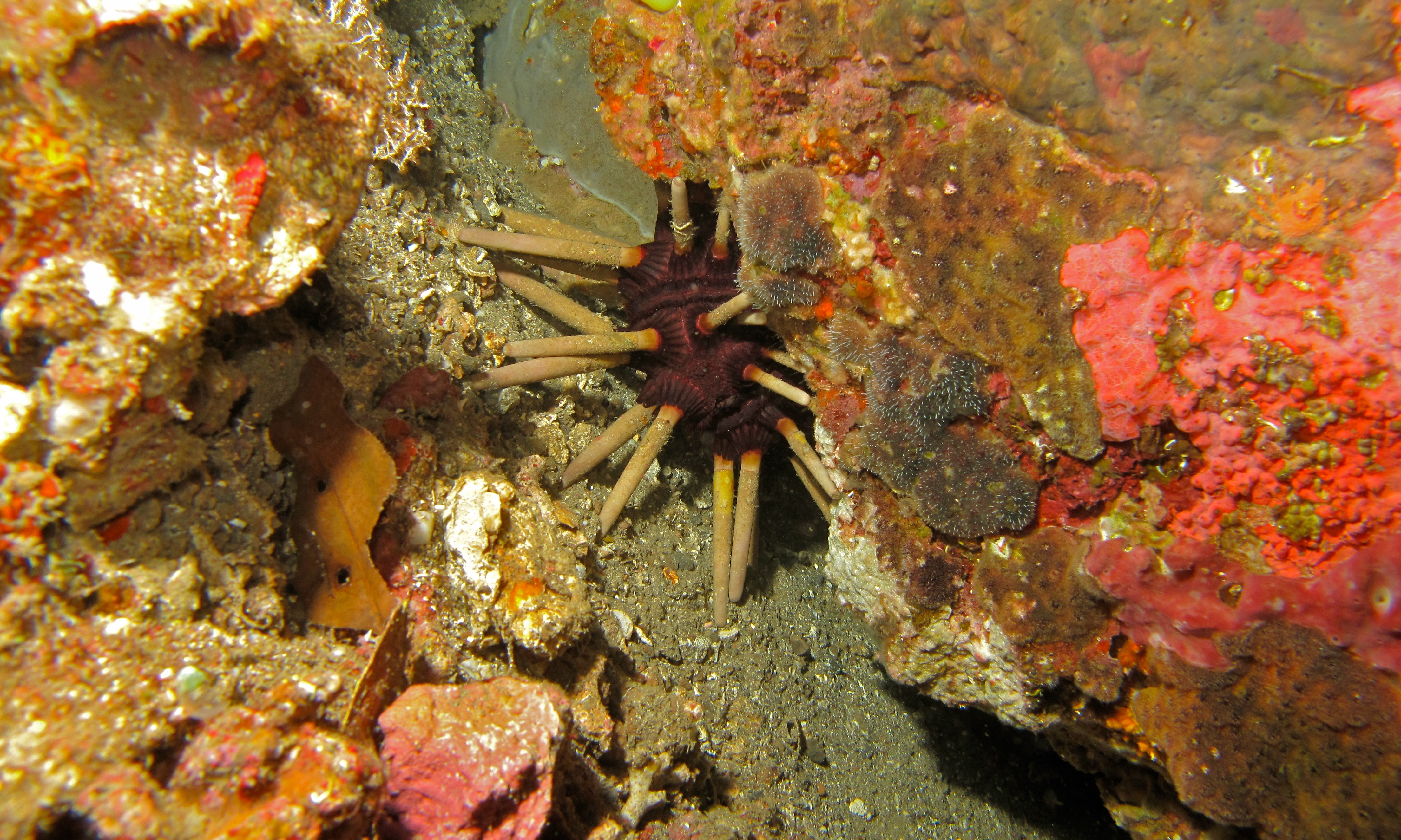
Oursin impérial caché entre deux roches (Sulawesi, Indonésie)

Crépusculaire et nocturne, cet oursin vit le jour enfoui dans une cavité, à l'abri des prédateurs. Il n'en sort que la nuit pour se nourrir, en broutant le substrat avec son puissant appareil masticateur (appelé « Lanterne d'Aristote »). Omnivore et détritivore, il broute principalement des algues mais ne néglige pas un régime carné à base de charognes et d'animaux sessiles comme des éponges, des cnidaires ou même des mollusques.
La reproduction est gonochorique, et mâles et femelles relâchent leurs gamètes en même temps en pleine eau, où œufs puis larves vont évoluer parmi le plancton pendant quelques semaines avant de se fixer.

## Systématique
L'espèce a été décrite par le naturaliste russe Johann Friedrich von Brandt en 1835 sous le nom de Phyllacanthus imperialis.
Le nom du genre vient du grec et signifie « épines couvertes de végétaux », et le nom de l'espèce (en latin) fait référence à l'allure « impériale » de l'animal selon l'auteur. 

### Nom vernaculaire
En français, son nom est généralement « oursin baguette [de l'océan indien] » ou « oursin impérial ». Cependant, il est aussi souvent appelé « oursin-crayon » comme la plupart des oursins à radioles épaisses (notamment les Cidaridae), même si ce terme est plutôt censé désigner Heterocentrotus mammillatus. Le terme « oursin-lance » (ou « porte-lance ») est pour sa part réservé à Cidaris cidaris. Seul le terme « oursin impérial » permet donc de désigner cette espèce sans ambiguïté.